# Stow (Ohio)
Stow és una població del Comtat de Summit (Ohio) als Estats Units d'Amèrica.

## Demografia
Segons el cens del 2008 Stow tenia 33.899 habitants. Segons el cens del 2000, Stow tenia 32.139 habitants, 12.317 habitatges, i 8.745 famílies. La densitat de població era de 725,2 habitants/km².
Dels 12.317 habitatges en un 35,3% hi vivien nens de menys de 18 anys, en un 59,8% hi vivien parelles casades, en un 8,4% dones solteres, i en un 29% no eren unitats familiars. En el 23,7% dels habitatges hi vivien persones soles el 8% de les quals corresponia a persones de 65 anys o més que vivien soles. El nombre mitjà de persones vivint en cada habitatge era de 2,57 i el nombre mitjà de persones que vivien en cada família era de 3,08.
Per edats la població es repartia de la següent manera: un 26% tenia menys de 18 anys, un 7,4% entre 18 i 24, un 31,1% entre 25 i 44, un 23,5% de 45 a 60 i un 12% 65 anys o més.
L'edat mediana era de 37 anys. Per cada 100 dones de 18 o més anys hi havia 89,8 homes.
La renda mediana per habitatge era de 37.525 $ i la renda mediana per família de 47.822 $. Els homes tenien una renda mediana de 27.472 $ mentre que les dones 20.820 $. La renda per capita de la població era de 15.509 $. Aproximadament el 29% de les famílies i el 40% de la població estaven per davall del llindar de pobresa.